# Gordon Wright
Pour le footballeur, voir Gordon Wright (football).
Gordon Wright (24 avril 1912 - 11 janvier 2000) est un historien américain, spécialiste de la France moderne.

## Formation et carrière
En 1933, Gordon Wright termine son bachelor au Whitman College, dans l'État de Washington. En 1939, il obtient un doctorat de l'université Stanford grâce à un thèse sur Raymond Poincaré. Pendant la guerre, il travaille pour le Département d'État. Il enseigne ensuite à l'université d'Oregon, où il n'enseigne pas seulement l'histoire française. En 1957, il est nommé professeur à Stanford.

## Publications
- Raymond Poincaré and the French Presidency, Stanford: Stanford University Press, 1942
- The reshaping of French democracy introduction de Paul Birdsall, New York: Reynal & Hitchcock, 1948.
- France in modern times: 1760 to the present, Chicago: Rand McNally, 1960
- An age of controversy: discussion problems in twentieth century European history  Gordon Wright and Arthur Mejia, Jr. New York: Dodd, Mead, 1963.
- Rural revolution in France; the peasantry in the twentieth century. Stanford: Stanford University Press, 1964.
- France in the twentieth century, Washington: Service Center for Teachers of History, 1965.
- The ordeal of total war, 1939-1945., New York: Harper & Row, 1968.
- An age of controversy; discussion problems in twentieth century European history en collaboration avec Arthur Mejia, ed), New York: Dodd, Mead, 1973.
- Insiders and outliers: the individual in history, San Francisco: W.H. Freeman, 1981.
- Between the guillotine and liberty: two centuries of the crime problem in France, New York: Oxford University Press, 1983.
- Notable or Notorious?: A Gallery of Parisians